# Alani "La La" Anthony
Alani Nicole Vázquez (New York, 25 giugno 1983) è un personaggio televisivo, produttrice televisiva e attrice statunitense.

## Biografia
Nasce a Brooklyn, New York da genitori con discendenze afro-portoricane. Ha un fratello più giovane e due sorelle minori. Nel 2010 cambierà il suo cognome prendendo quello del suo ex-marito, Carmelo Anthony, giocatore dell'NBA da cui si separa nel 2017.

## Vita privata
Nel 2004, durante il giorno di Natale, si è fidanzata ufficialmente col giocatore di basket Carmelo Anthony. La coppia si è unita in matrimonio nel luglio 2010. I due hanno un figlio, Kiyan Carmelo Anthony, nato il 7 marzo 2007. La coppia divorzia nel giugno del 2021. Attualmente vive a New York City.

## Filmografia

### Cinema
- SDF Street Dance Fighters (You Got Served), regia di Chris Stokes (2004)
- Soul Plane - Pazzi in aeroplano (Soul Plane), regia di Jessy Terrero (2004)
- Spring Breakdown, regia di Ryan Shiraki (2009)
- Think Like a Man, regia di Tim Story (2012)
- L'amore in valigia (Baggage Claim), regia di David E. Talbert (2013)
- La guerra dei sessi - Think Like a Man Too (Think Like a Man Too), regia di Tim Story (2014)
- Chi-Raq, regia di Spike Lee (2015)
- Trouble Man, regia di Michael Jai White (2025)

### Televisione
- Sex and the City – serie TV, episodio 6x07 (2003)
- One on One – serie TV, episodio 3x22 (2004)
- CSI: NY – serie TV, episodio 6x11 (2009)
- NYC 22 – serie TV, episodio 1x10 (2012)
- Law & Order - Unità vittime speciali (Law & Order: Special Victims Unit) – serie TV, episodio 14x22 (2013)
- Power – serie TV, 49 episodi (2014-2020)
- Unforgettable – serie TV, 13 episodi (2015-2016)
- Daytime Divas – serie TV, episodio 1x05 (2017)
- Bull – serie TV, episodio 1x19 (2017)
- Star – serie TV, episodi 2x12-2x13 (2018)
- BH90210 – serie TV, 5 episodi (2019)
- The Chi – serie TV, 8 episodi (2020-in corso)

### Programmi televisivi
- MTV Total Request Live (2002)
- Sucker Free (2002-2006)
- The Real World (2003)
- Flavor of Love (2006-2008)
- La La's Full Court Life (2011-2014)
- Al passo con i Kardashian (2013)

### Video musicali
- In My Feelings di Drake
- Hot Girl Summer di Megan Thee Stallion

## Doppiatrici italiane
Nelle versioni in italiano delle opere in cui ha recitato, Alani "La La" Anthony è stata doppiata da:
- Rossella Acerbo in CSI: NY
- Francesca Guadagno in Unforgettable
- Emanuela D'Amico in Power
- Federica De Bortoli in The Chi
- Barbara De Bortoli in The Perfect Find - Tutto è davvero possibile